# Nancy Wake
Nancy Grace Augusta Wake AC GM, més coneguda com a Nancy Wake (30 d'agost de 1912, Wellington, Nova Zelanda - 7 d'agost de 2011, Londres, Regne Unit) fou una espia britànica durant el final de la Segona Guerra Mundial. Va esdevenir una figura destacada en els grups maquisards de la resistència francesa i va arribar a ésser la dona del bàndol aliat amb més condecoracions militars, amb distincions com la Legió d'Honor, la Medalla de la Resistència, la Medalla de Jordi i la Medalla de la Llibertat.

## Infància
Nancy Wake era la més petita de sis germans. El 1914, quan tenia dos anys, la seva família va traslladar-se a Sydney, Austràlia, i van instal·lar-se a North Sydney. Més endavant, el seu pare, Charles Wake, va tornar a Nova Zelanda i mai no va tornar a Sydney, on es va quedar la seva mare, Ella Wake, sola amb els fills.
A Sydney va assistir a l'Escola Superior per a Nenes de North Sydney. Quan va fer setze anys, però, va fugir de casa i va treballar com a infermera. Amb 200 lliures que havia rebut com a herència d'una tieta, va viatjar a Nova York i després a Londres, on va formar-se com a periodista. Durant la dècada del 1930 va treballar a París, i més tard per a la Hearst Corporation com a corresponsal europea. Fou testimoni de l'ascens al poder d'Adolf Hitler i va veure la violència contra els jueus, gitans, negres i manifestants als carrers de París i de Viena.

## Segona Guerra Mundial
El 1937 va conèixer l'industrial francès Henri Edmond Fiocca (1898-1943), amb qui va casar-se el 30 de novembre del 1939. Nancy vivia a Marsella quan Alemanya va envair el país. Després de la caiguda de França el 1940, va convertir-se en missatgera de la resistència francesa i més tard va unir-se a la xarxa de fugida del capità Ian Garrow. La Gestapo va donar-li el pseudònim de ratolí blanc. La resistència francesa va haver de tenir molta cura amb les seves missions, ja que la seva vida perillava constantment a causa que la Gestapo havia intervingut el seu telèfon i interceptat el seu correu.
El 1943 fou la persona més buscada per la Gestapo i van arribar a oferir 5 milions de francs com a recompensa per a qui la trobés. Quan la xarxa fou traïda el desembre d'aquell any, va haver de fugir de Marsella. El seu marit, Henri Fiocca, va romandre-hi fins que, més endavant, sense que ella ho sabés, fos capturat, torturat i executat per la Gestapo el 16 d'octubre d'aquell any. Nancy no va tenir cap coneixement de la seva mort fins que la guerra va haver acabat. Fou finalment arrestada a Tolosa, però fou alliberada quatre dies després. En el seu sisè intent de fugida, va aconseguir travessar els Pirineus cap a Espanya.
Després d'arribar a la Gran Bretanya, Wake va unir-se a la Direcció d'Operacions Especials i la nit del 29 al 30 d'abril del 1944 va tornar a la França ocupada, tirant-se en paraicagudes a l'Alvèrnia per servir d'enllaç entre Londres i el grup local de maquisards encapçalat pel capità Henri Tardivat. Coordinà l'activitat de la resistència abans del desembarcament de Normandia i va reclutar altres membres. També va dirigir atacs contra les instal·lacions alemanyes i el quarter general local de la Gestapo a Montluçon. A partir de l'abril de 1944 fins a l'alliberació del país, els seus 7.000 maquisards lluitaren contra 22.000 soldats de l'SS, matant-ne 1.400 i amb unes 100 baixes. Els seus companys francesos, sobretot Henri Tardivat, elogiaren el seu esperit de lluita, àmpliament demostrat quan va matar un guarda de l'SS amb les seves pròpies mans per impedir que donés el toc d'alarma durant una batuda. Durant una entrevista de televisió el 1990, quan li van preguntar què se'n va fer del guarda que va veure-la, Wake simplement va desplaçar el dit per la gola. En una altra ocasió, per reemplaçar els codis del seu operador telefònic que havia hagut de destruir després d'un atac alemany, Wake va recórrer en bicicleta més de 800 km a través de diversos punts de control alemanys.

## Després de la guerra
Immediatament després de la guerra, Nancy Wake fou guardonada amb la Medalla de Jordi el 1946, amb la Medalla Presidencial de la Llibertat dels Estats Units, la Medalla de la Resistència i tres vegades la Creu de Guerra 1939-1945. No va rebre cap condecoració d'Austràlia o de Nova Zelanda. També va assabentar-se que la Gestapo havia torturat el seu marit fins a la mort el 1943 per negar-se a dir-los on era ella. Després de la guerra, va treballar per al Departament d'Intel·ligència del Ministeri de l'Aire britànic amb les ambaixades de París i de Praga. Va casar-se per segon cop el 1957, amb John Melvin Forward, un expilot de combat australià de la Royal Air Force.
Wake va presentar-se com a candidata del Partit Liberal d'Austràlia en les eleccions federals d'Austràlia del 1949 per a l'escó de Sydney per la divisió de Barton, competint contra Herbert Vere Evatt, aleshores fiscal general i ministre d'afers exteriors al govern del laborista Ben Chifley. Mentre Chifley va perdre el govern en favor de Robert Menzies, Wake va registrar una oscil·lació del 13% contra Evatt,
tot i que Evatt va retenir l'escó amb un 53,2% de vots per les bases del vot per preferència de dos partits. Wake va concórrer de nou a les eleccions federals el 1951 contra Evatt. Aleshores Evatt va resultar diputat líder de l'oposició. El resultat fou molt estret; tanmateix, Evatt va conservar l'escó amb un marge de menys de 250 vots. Evatt augmentà lleugerament el seu marge en eleccions posteriors, abans de traslladar-se a la divisió de Hunter el 1958.
Wake abandonà Austràlia poc després de les eleccions de 1951 i va traslladar-se novament a Europa, tot i que va tornar a Austràlia amb el seu segon marit, John Forward, durant la dècadad e 1960. Bo i mantenint el seu interès per la política, aprovaren Wake com a candidata liberal a les eleccions federals del 1966 per la divisió de Kingsford Smith de Sydney. Malgrat registrar una variació del 6,9% davant el candidat laborista, de nou Wake no va aconseguir obtenir l'escó.
Al voltant del 1985, Nancy i John abandonaren Sydney per retirar-se a Port Macquarie. Nancy fou nomenada Cavaller de la Legió d'Honor el 1970 i fou promoguda a Oficial el 1988. El 1985 Wake publicà la seva autobiografia, titulada The White Mouse (El ratolí blanc). El llibre va esdevenir un best-seller amb diverses reimpressions.
El seu marit, John Forward, va morir a Port Macquarie el 19 d'agost del 1997. La parella no va tenir cap fill. Més endavant, Nancy va sortir d'Austràlia per darrer cop i va emigrar a Londres. El 2001 l'autor australià Peter Fitzsimons va escriure una biografia completa sobre Wake titulada Nancy Wake, A Biography of Our Greatest War Heroine, que també va resultar ser un èxit.
Al començament Nancy va negar-se a les ofertes de les condecoracions d'Austràlia i afirmàr que "la darrera vegada que va haver-hi un suggeriment del govern vaig dir-los que podien ficar-se les seves medalles per on el mico va ficar-se les nous. La cosa és que si ara em van donar una medalla, no és pas per amor, així que no en vull saber res, d'ells".
El febrer de 2004 fou nomenada Cavaller de l'Orde d'Austràlia. L'abril de 2006 fou guardonada per la Royal New Zeland Returned and Services' Association amb el més alt honor, la RSA Badge in Gold. Les medalles de Wake s'exhibeixen avui dia a la galeria de la Segona Guerra Mundial al Memorial de Guerra Australià, a Canberra.
Finalment, va morir el 7 d'agost del 2011, amb 98 anys, a l'hospital Kingston de Londres després d'ingressar-hi per una infecció al pit. Les seves restes van ser incinerades i escampades a Montluçon, França, segons els seus darrers desigs.

## Honors
Company de l'orde d'Austràlia – 22 de febrer de 2004
 Medalla de Jordi  (Regne Unit) – 17 de juliol de 1945
 Estrella de 1939-45
 Estrella de França i Alemanya
 Medalla de la Defensa (Regne Unit)
 Medalla de la Guerra 1939-1945 (Regne Unit)
 Oficial de la Legió d'Honor (França) - 1988
 Cavaller de la Legió d'Honor (França) - 1970
 Creu de Guerra 1939-1945 amb dues Palmes i una Estrella (França)
 Medalla de la Llibertat amb Palma de bronze (Estats Units
 Medalla de la Resistència (França)
Insígnia d'Or (Nova Zelanda) – 15 de novembre de 2006